# Batalha de Kuala Lumpur
A Batalha de Kuala Lumpur foi uma batalha entre as forças de invasão japonesas e as forças britânicas em Kuala Lumpur, na então capital dos Estados Federados Malaios, um protetorado britânico. A partir do final de dezembro, os japoneses começaram a bombardear a cidade; forças terrestres chegaram à cidade em 11 de janeiro de 1942. A batalha foi parte do ataque expansivo do Império do Japão através do Pacífico em dezembro de 1941, invadindo e atacando todo o Pacífico, a partir de Pearl Harbor, atingindo ilhas através do Pacífico, Filipinas, Malásia, Bornéu, Birmânia e Tailândia. A invasão da Malásia que antecedeu esta batalha começou depois da meia-noite de 8 de dezembro com a invasão de Kota Bharu.

## Antecedentes
Aviões navais japoneses lançaram o primeiro ataque aéreo sobre Kuala Lumpur em 21 e 22 de dezembro de 1941. Armas antiaéreas britânicas e aeronaves da RAF interceptaram o ataque e derrubaram uma aeronave japonesa e danificaram outra. Mais ataques se seguiram nos dias 25 e 27. O último bombardeio foi em 10 de janeiro de 1942, após a queda de Port Swettenham.
Em 7 de janeiro, a parte norte da Malásia, incluindo Perlis, Kedah, Kelantan, Terengganu e o Assentamento do Estreito de Penang havia caído em mãos japonesas.
Após a Batalha do Rio Slim, o próximo objetivo militar das tropas japonesas foi Kuala Lumpur. Sendo a capital dos Estados Federados Malaios, era de extrema importância para os japoneses. Kuala Lumpur era também a capital do Estado de Selangor. A cidade também abrigava a RAF Kuala Lumpur.

## Prelúdio
Em 7 de janeiro, foi decidido abandonar Selangor e Negeri Sembilan para os japoneses, e as forças britânicas começaram uma rápida retirada para Johor e depois para Cingapura. A cidade, agora abandonada, rapidamente caiu em um estado de anarquia e caos. Os saques eram generalizados; as lojas de departamento Robinsons e Whiteaway e Laidlaw na Java Street foram saqueadas por KLites em pânico. Cinemas como Cathay e Odeon em Batu Road foram fechados, e o Malay Mail publicou sua última edição pré-guerra. A administração da FMS não está mais em vigor.
À medida que os britânicos recuavam, eles continuaram a política de terra arrasada que haviam usado em Perak - minas de estanho, plantações de borracha e munições foram simplesmente incendiadas. Os incêndios continuaram a arder por dias, mesmo depois que os japoneses tomaram Kuala Lumpur.

## Batalha
Em 10 de janeiro, os japoneses chegaram a Serendah, a cerca de 26 km de Kuala Lumpur.
No dia seguinte, os japoneses entraram em Kuala Lumpur sem muita resistência, além de pequenas escaramuças. As tropas britânicas haviam deixado a cidade. As tropas japonesas rapidamente assumiram o controle de edifícios governamentais e institucionais, como o Edifício Sultão Abdul Samad, a estação ferroviária e a Cadeia de Pudu.
Após a batalha, os japoneses usaram a prisão de Pudu como um centro de detenção de prisioneiros de guerra. Muitos prisioneiros de guerra aliados foram torturados até a morte.

## Consequências
As tropas japonesas continuaram seu avanço para o sul ao longo da rodovia 1. Kajang foi bombardeada em 12 de janeiro; As bombas, destinadas à estação ferroviária, falharam e caíram em uma igreja próxima.
Kuala Lumpur, com o resto da península, permaneceu sob ocupação japonesa até setembro de 1945, quando as ilhas japonesas se renderam incondicionalmente após os bombardeios atômicos de Hiroshima e Nagasaki pelas forças americanas em agosto de 1945. A Administração Militar Britânica assumiu a partir de então.
Pouco se sabe sobre a batalha, uma vez que ela não teve muito significado quando comparada a batalhas maiores na Malásia Britânica, como a Batalha de Cingapura.